# Sh2-106
Sh2-106是位於天鵝座的一個電離氫區和恆星形成區。估計這個電離氫區距離地球大約2,000光年（600秒差距），是在銀河系內一個孤立的區域。
在星雲的中心是一顆從兩極噴出熱氣體，形成雙極結構的年輕大質量恆星。圍繞著這顆恆星的塵埃也被恆星電離。這個星雲的跨度約2光年。

## 中心恆星
中心恆星，相信是在10萬年前生成的，通常被稱為S106 IR或S106 IRS 4，是顆質量大約15倍太陽質量的大質量恆星。從它的兩極向周圍噴發的噴流，加熱周圍物質的溫度至大約10,000℃。以未被恆星噴流電離的塵埃反射來自恆星的光，估計其表面溫度約為37,000K，所以它被歸類為O8。它每年經由恆星風流失的質量約為10−6  {\displaystyle {\begin{smallmatrix}M_{\odot }\end{smallmatrix}}}，物質噴射的速度大約是100 km/s。
研究其影像揭示，在這個恆星形成區已經創造了數以百計低質量的棕矮星和原恆星。